# Warren G. Harding
Warren Gamaliel Harding, född 2 november 1865 i Blooming Grove, Ohio, död 2 augusti 1923 i San Francisco, Kalifornien, var en amerikansk republikansk politiker. 
Han var USA:s president 1921–1923, den förste att väljas under förbudstiden och var den sjätte som avled i presidentämbetet. 

## Biografi
Harding var republikan från Ohio och tillika inflytelserik tidningsutgivare. Han tjänstgjorde i Ohios senat (1899–1903) och senare som Ohios viceguvernör (1903–1905) samt som senator i USA:s senat (1915–1921). Hans politiska inriktning var konservativ – han beskylldes av politiska motståndare för att ha innehaft medlemskap i Ku Klux Klan. Demokratiska motståndare beskyllde honom likväl för att ha afroamerikanskt påbrå, vilket torde ha verkat positivt i valkampanjen för 1920 års presidentval. Det mesta av tidens i jämförelse hätska kritik kunde emellertid Harding med sitt cyniska och folkliga sätt vända till ett brett väljarstöd. Han anspelade framgångsrikt på populära uttryck som att "återgå till det normala" (return to normalcy) och "USA först" (USA first) efter Wilsonerans åtta år av demokratiskt styre och utrikespolitiska äventyrligheter. Som väntat vann Harding valet över sin demokratiske motståndare, James M. Cox, i en jordskredsseger, 60,36% av rösterna mot 34,19% för Cox. Båda kandidaterna kom från delstaten Ohio. 
Under Hardings regering infördes många reformer inom områden som välfärd och medborgarrätt, bland annat infördes det första federala välfärdsprogrammet, i form av statligt stöd till omkring 3000 barnavårdscentraler runtom i USA. I en tid när Ku Klux Klan hade som mest medlemmar och stod på toppen av sin popularitet, var Harding aktiv i att söka emancipera den svarta befolkningen samt förbättra rasrelationerna i landet i övrigt; bland annat upphöjdes lynchning till att räknas som ett federalt brott. På medborgarrättsområdet stötte han dock på starkt motstånd i kongressen från sydstaternas ledamöter, och kunde därmed realisera väldigt lite av sina förslag.
Harding undertecknade det fredsavtal som avslutade första världskriget. Han avled i San Francisco i Kalifornien av en hjärtinfarkt vid 57 års ålder och efterträddes av vicepresidenten Calvin Coolidge. Vid tidpunkten för sitt tillträde var han omåttligt populär, men hans regering har fått eftermäle som en av de mest färglösa, korrumperade och i övrigt händelselösa i amerikansk historia. Harding utnämnde många av sina vänner och bekanta på höga poster. Flera medlemmar i Hardings administration var inblandade i Teapot Dome-skandalen. Harding själv tillbringade mycket av sin tid som president på kortspel och nöjen, och erkände själv att han inte var ämbetet mogen.

## Utnämningar till Högsta domstolen
- William Howard Taft, 1921 (Chefsdomare)
- George Sutherland, 1922
- Pierce Butler, 1923
- Edward T. Sanford, 1923